# Coivrel
Coivrel és un municipi francès, situat al departament de l'Oise i a la regió dels Alts de França. L'any 2007 tenia 254 habitants.

## Demografia

### Població
El 2007 la població de fet de Coivrel era de 254 persones. Hi havia 100 famílies de les quals 20 eren unipersonals (12 homes vivint sols i 8 dones vivint soles), 36 parelles sense fills, 36 parelles amb fills i 8 famílies monoparentals amb fills.
La població ha evolucionat segons el següent gràfic:
Habitants censats

### Habitatges
El 2007 hi havia 113 habitatges, 100 eren l'habitatge principal de la família, 8 eren segones residències i 5 estaven desocupats. Tots els 113 habitatges eren cases. Dels 100 habitatges principals, 87 estaven ocupats pels seus propietaris, 11 estaven llogats i ocupats pels llogaters i 2 estaven cedits a títol gratuït; 3 tenien dues cambres, 16 en tenien tres, 23 en tenien quatre i 58 en tenien cinc o més. 89 habitatges disposaven pel capbaix d'una plaça de pàrquing. A 44 habitatges hi havia un automòbil i a 50 n'hi havia dos o més.

### Piràmide de població
La piràmide de població per edats i sexe el 2009 era:
| Homes | Edats   | Dones |
| ----- | ------- | ----- |
| 0     | 95 o +  | 0     |
| 0     | 90 a 94 | 0     |
| 0     | 85 a 89 | 0     |
| 4     | 80 a 84 | 0     |
| 0     | 75 a 79 | 4     |
| 4     | 70 a 74 | 12    |
| 16    | 65 a 69 | 4     |
| 0     | 60 a 64 | 12    |
| 8     | 55 a 59 | 0     |
| 0     | 50 a 54 | 12    |
| 8     | 45 a 49 | 4     |
| 4     | 40 a 44 | 4     |
| 8     | 35 a 39 | 12    |
| 20    | 30 a 34 | 16    |
| 0     | 25 a 29 | 8     |
| 0     | 20 a 24 | 0     |
| 4     | 15 a 19 | 8     |
| 0     | 10 a 14 | 8     |
| 12    | 5 a 9   | 0     |
| 12    | 0 a 4   | 12    |

## Economia
El 2007 la població en edat de treballar era de 164 persones, 129 eren actives i 35 eren inactives. De les 129 persones actives 114 estaven ocupades (65 homes i 49 dones) i 16 estaven aturades (9 homes i 7 dones). De les 35 persones inactives 9 estaven jubilades, 14 estaven estudiant i 12 estaven classificades com a «altres inactius».

### Ingressos
El 2009 a Coivrel hi havia 99 unitats fiscals que integraven 257,5 persones, la mediana anual d'ingressos fiscals per persona era de 17.714 €.

### Activitats econòmiques
Dels 3 establiments que hi havia el 2007, 1 era d'una empresa de construcció, 1 d'una empresa de comerç i reparació d'automòbils i 1 d'una empresa de serveis.
L'únic servei als particulars que hi havia el 2009 era una lampisteria.
L'únic establiment comercial que hi havia el 2009 era una botiga de roba.
L'any 2000 a Coivrel hi havia 7 explotacions agrícoles que ocupaven un total de 412 hectàrees.

## Poblacions més properes
El següent diagrama mostra les poblacions més properes.